# کانسرن ریدیو-الکترونیک
کانسرن ریدیو-الکترونیک (روسی: Концерн Радиоэлектронные технологии) شرکت صنایع جنگ‌افزاری روس است، که در سال ۱۹۹۰ تأسیس شد.